# Kleiderhaken

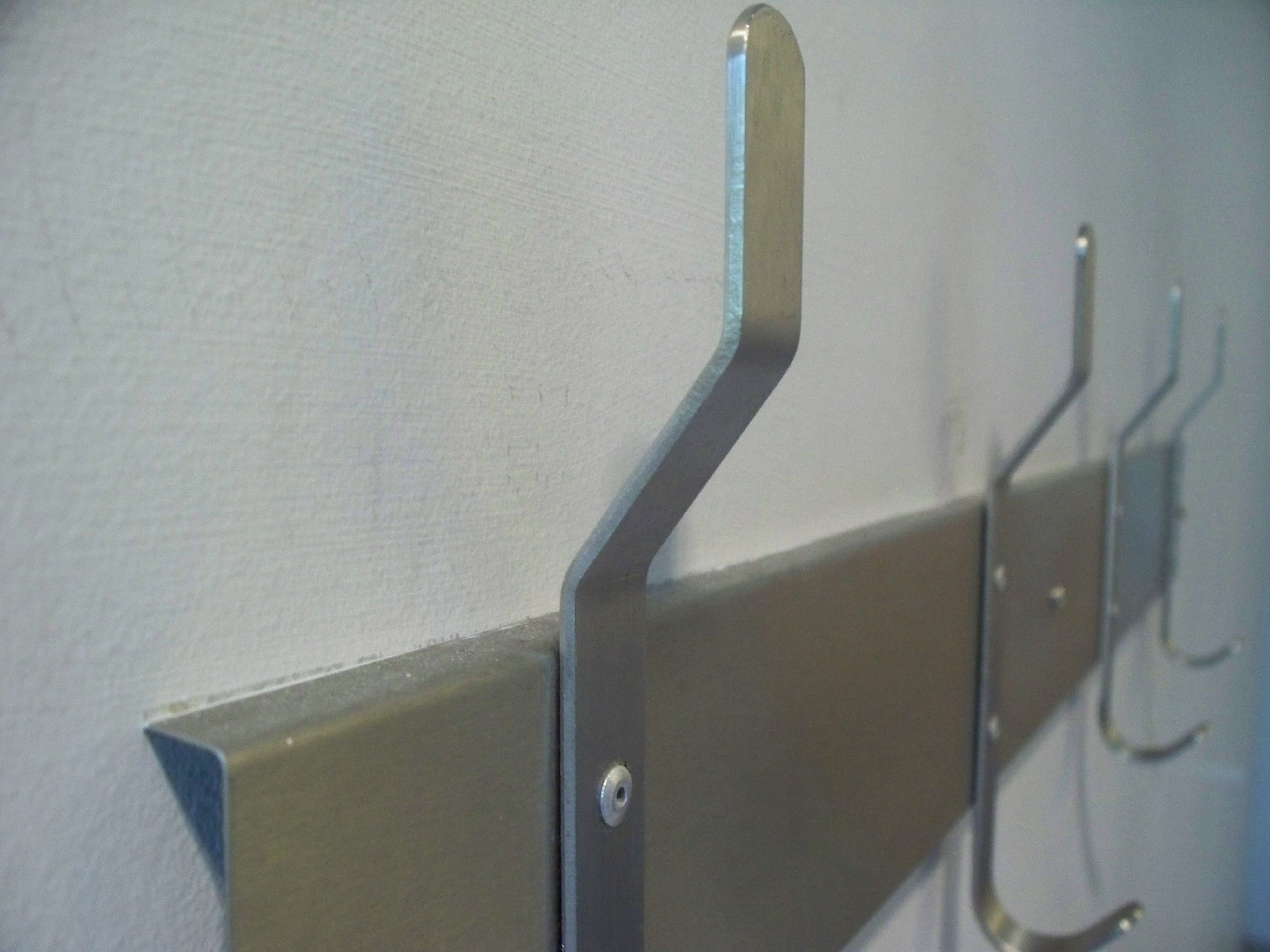
Kleiderhakenleiste

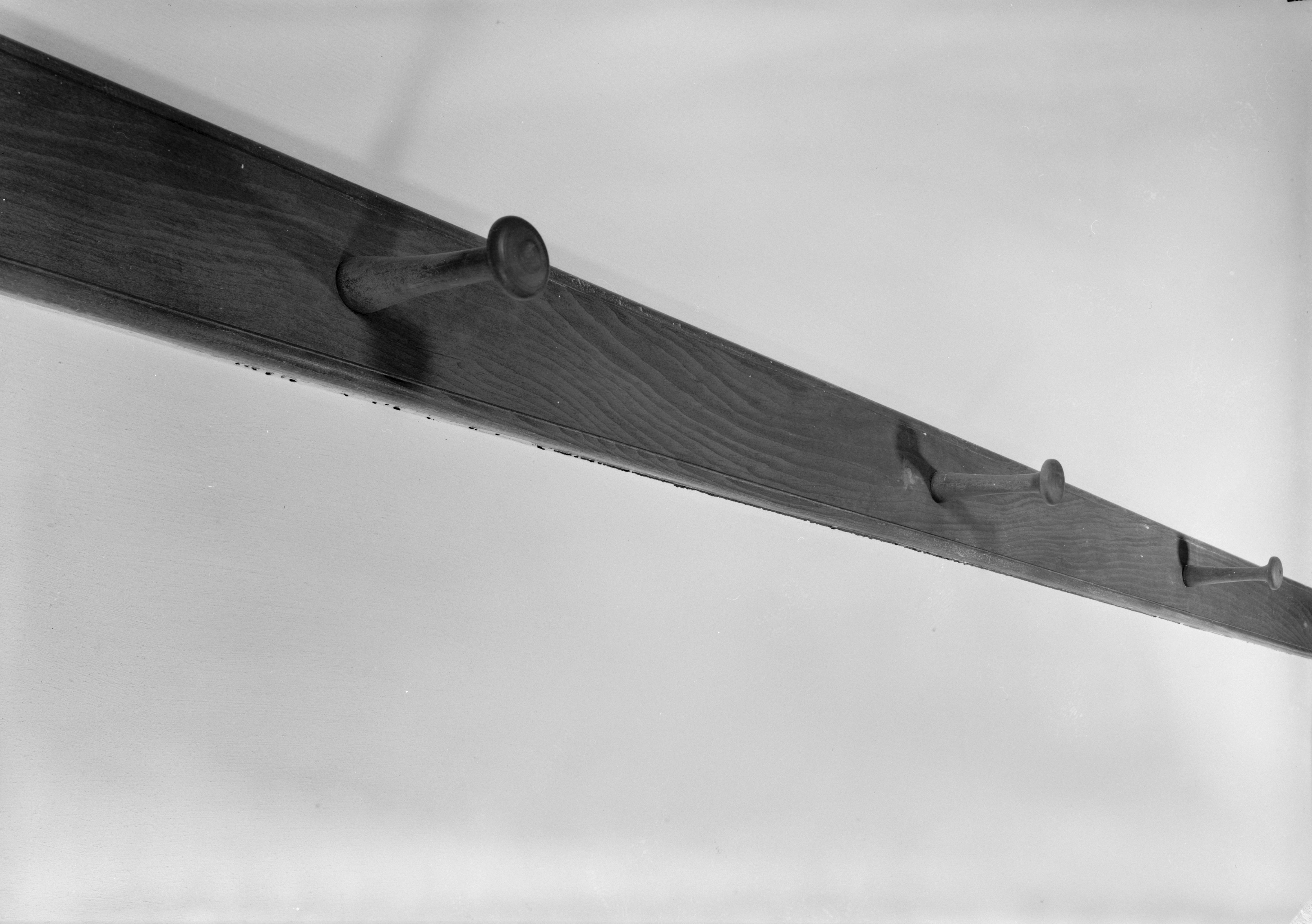
Einfache Wandnägel, Shaker-Möbelstil

Ein Kleiderhaken ist ein Haken, mit dem man Kleider an einer Wand oder anderen Fläche aufhängen kann.

## Material und Formen
Kleiderhaken bestanden früher meist aus Metall (z. B. Edelstahl), heute werden sie jedoch häufig aus Kunststoff gefertigt.
Einzelhaken können in Türen eingehakt werden, mit Dübeln an der Wand befestigt oder mit einer beidseitig selbstklebenden Klebefläche montiert werden. 
Mehrere Kleiderhaken in einer Reihe (häufig auf einer gemeinsamen Befestigungsplatte angebracht) bilden eine Garderobenleiste. Kleiderhaken, rund um einen Ständer montiert und als Möbel freistehend, bilden den klassischen Kleiderständer. Im traditionellen Kleiderschrank sind die Haken häufig fest integrierter Bestandteil, neben der Kleiderstange, die zum Aufhängen der Kleiderbügel dient.

## Normen und Standards
Nach DIN 81407 werden drei Formen unterschieden:
- Form A, Kleiderhaken, zweiarmig (Hut- und Mantelhaken)
- Form B, Kleiderhaken, einarmig, leicht
- Form C, Kleiderhaken, einarmig, schwer

- DIN 81407:2010-01 Kleiderhaken, Vorhanghaken und Handtuchhaken (Ersatz für DIN 81407:1978-08)[1]

## Beispiele

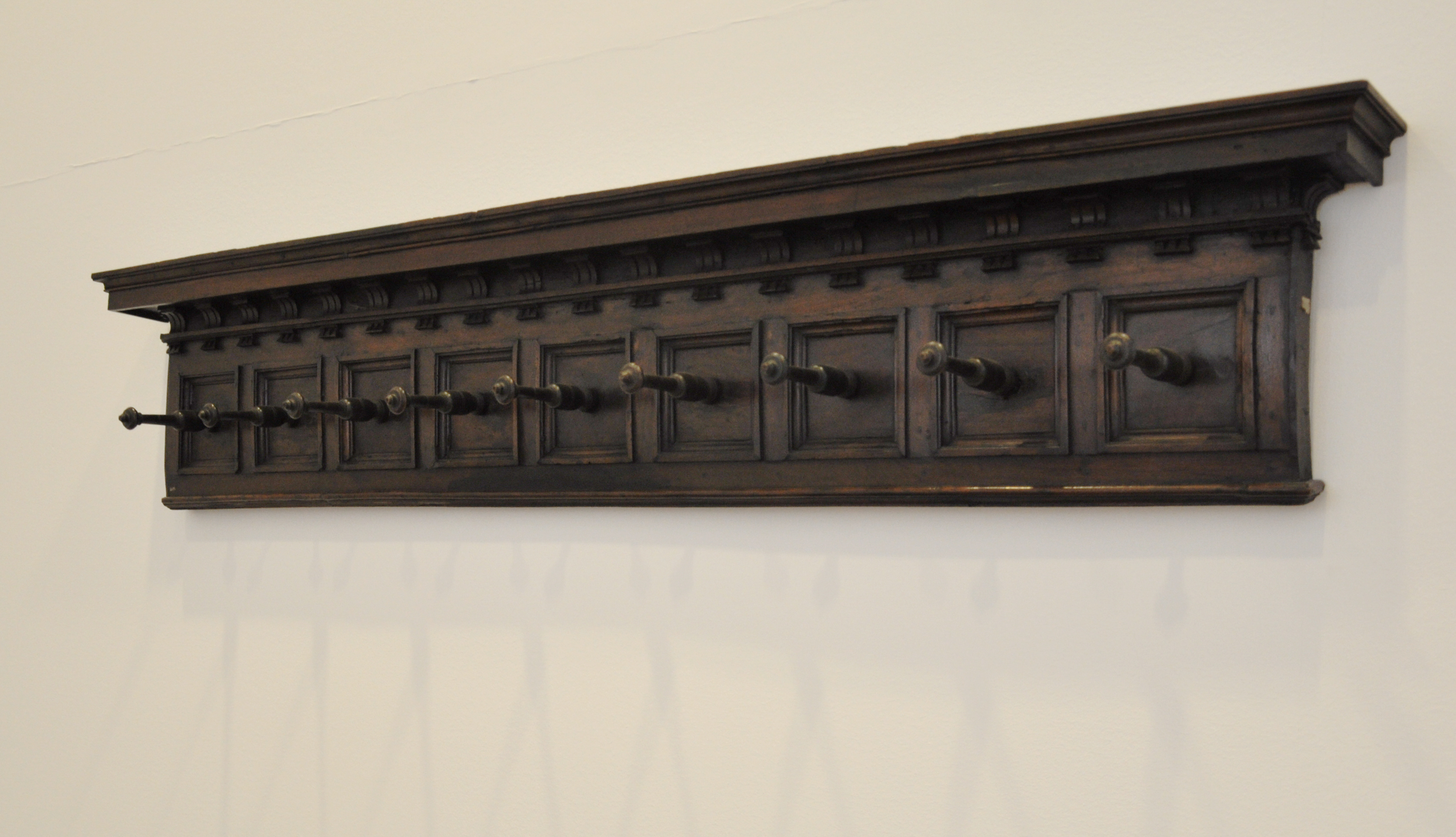
Antike Garderobe aus der Toskana (16. Jahrhundert)
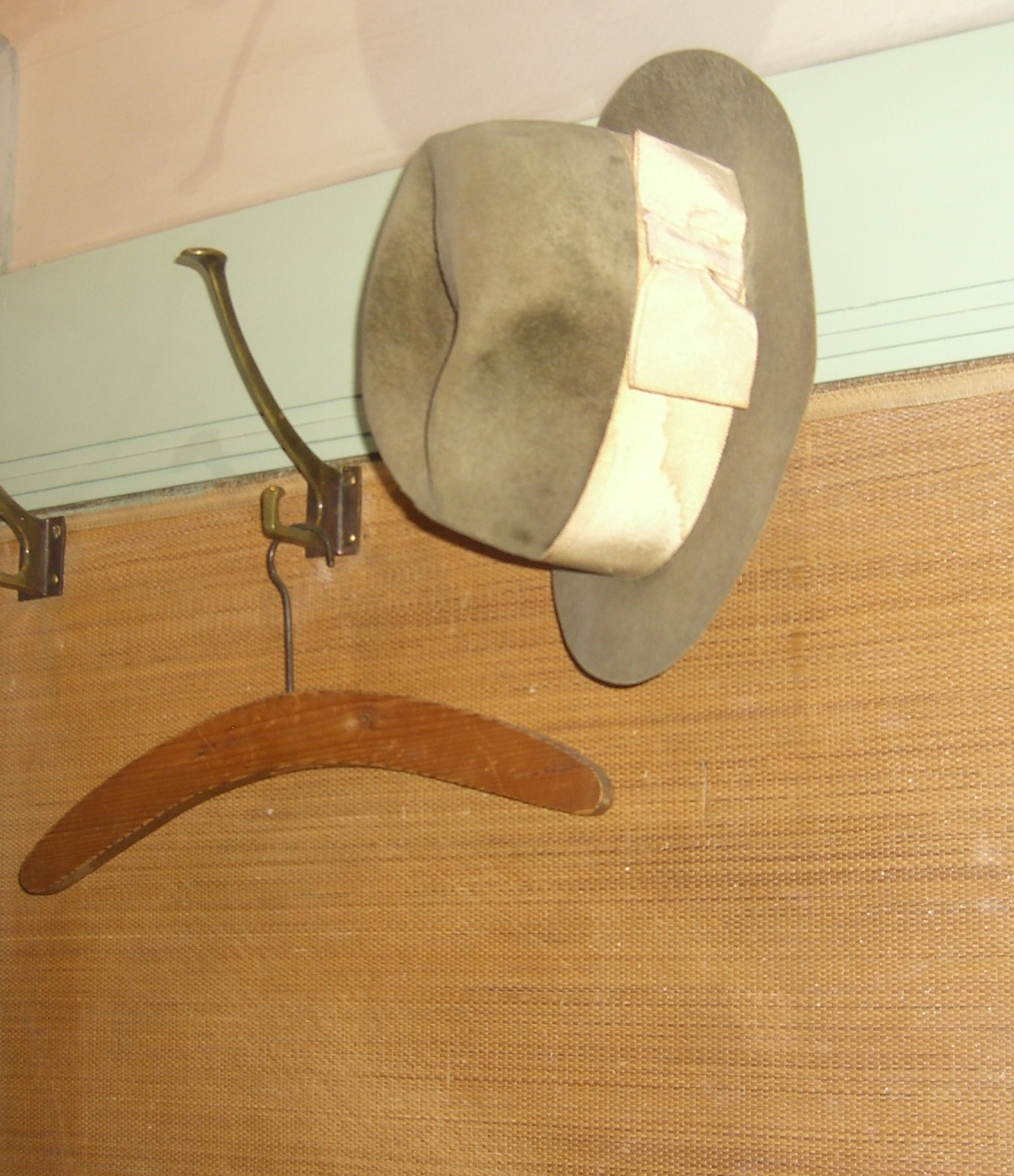
Jugendstil Kleiderhaken aus Metall, Wien
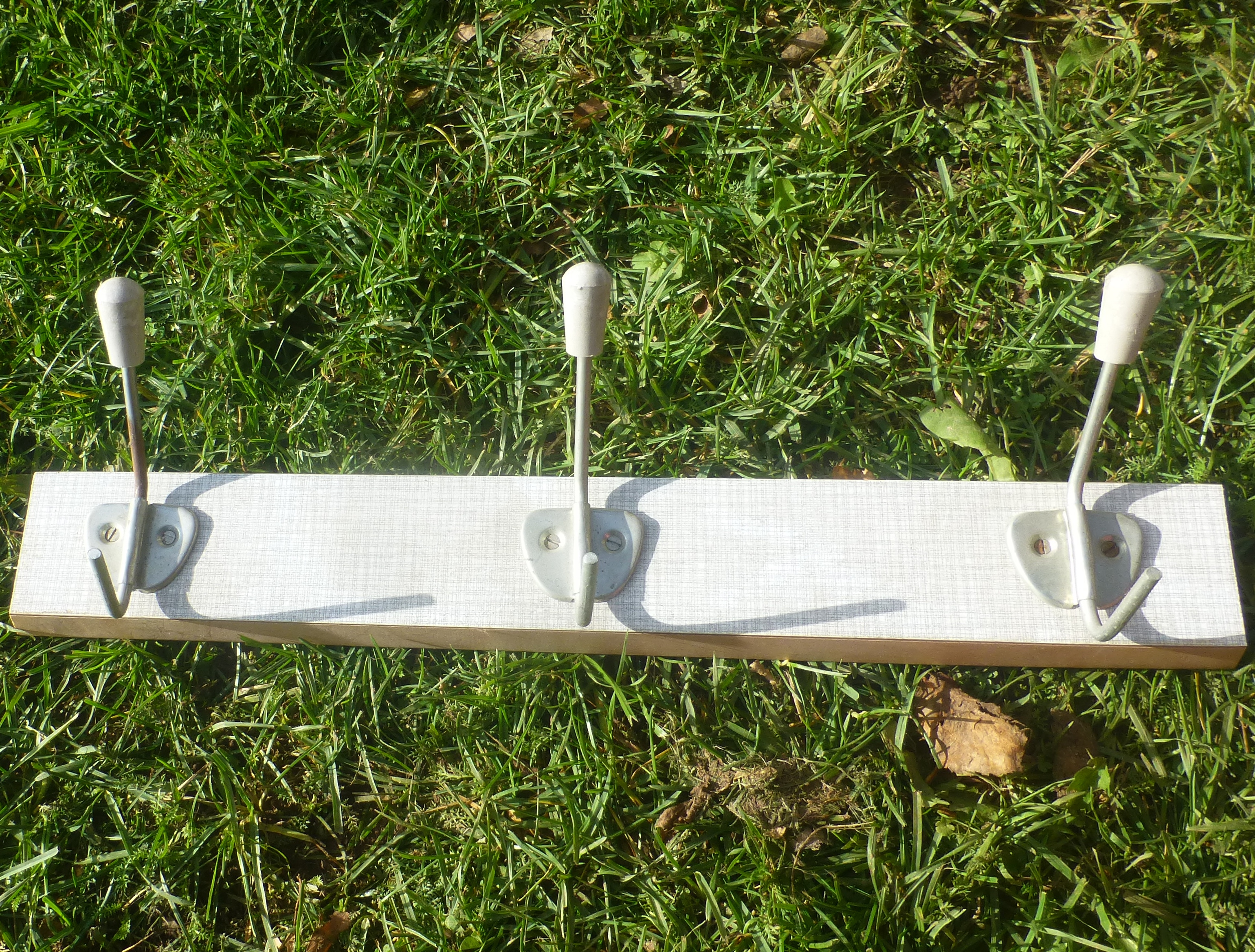
Kleiderhaken an einer Garderobenleiste aus DDR-Produktion
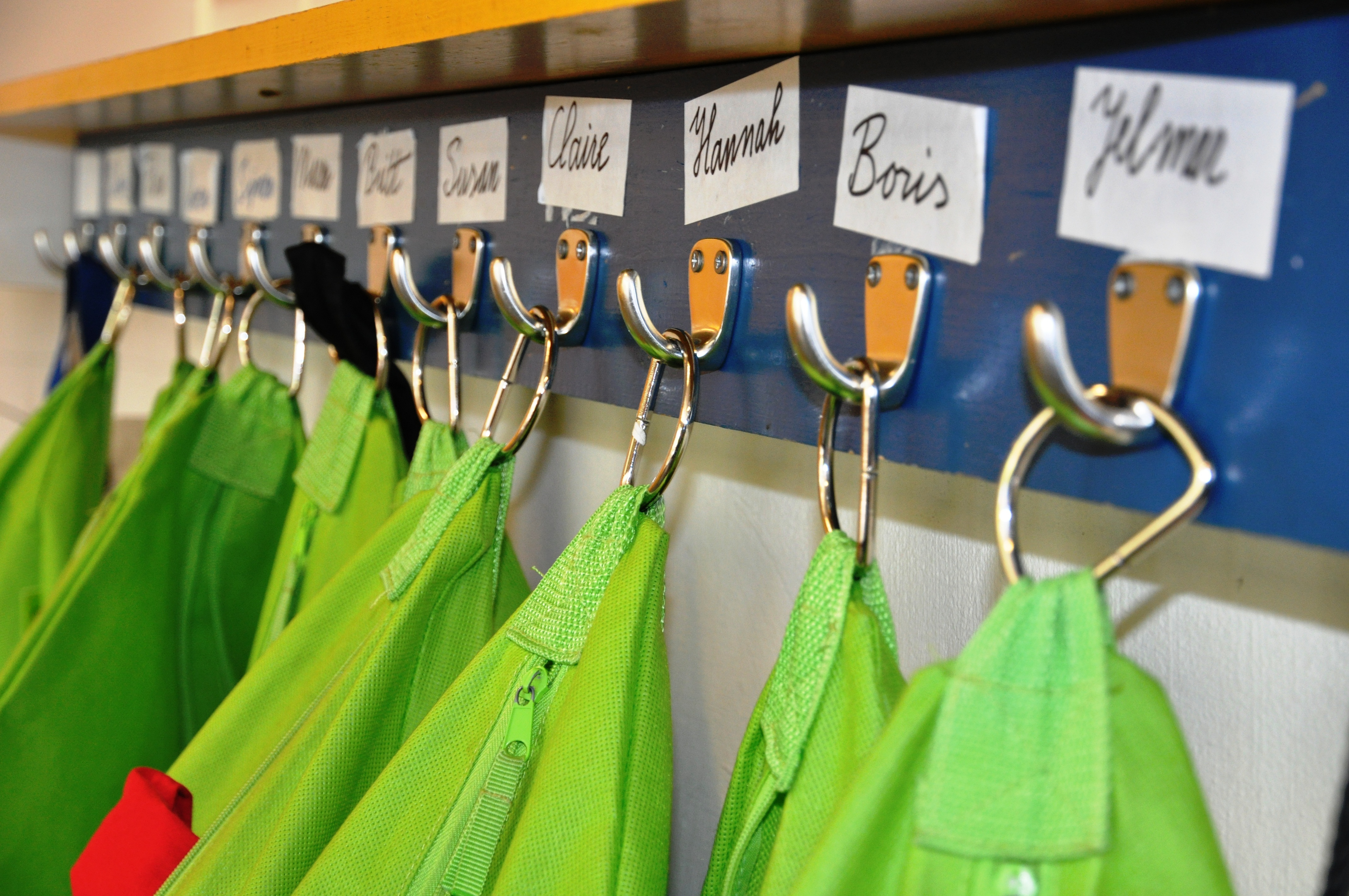
Hakenleiste mit Kleiderhaken in einer niederländischen Grundschule
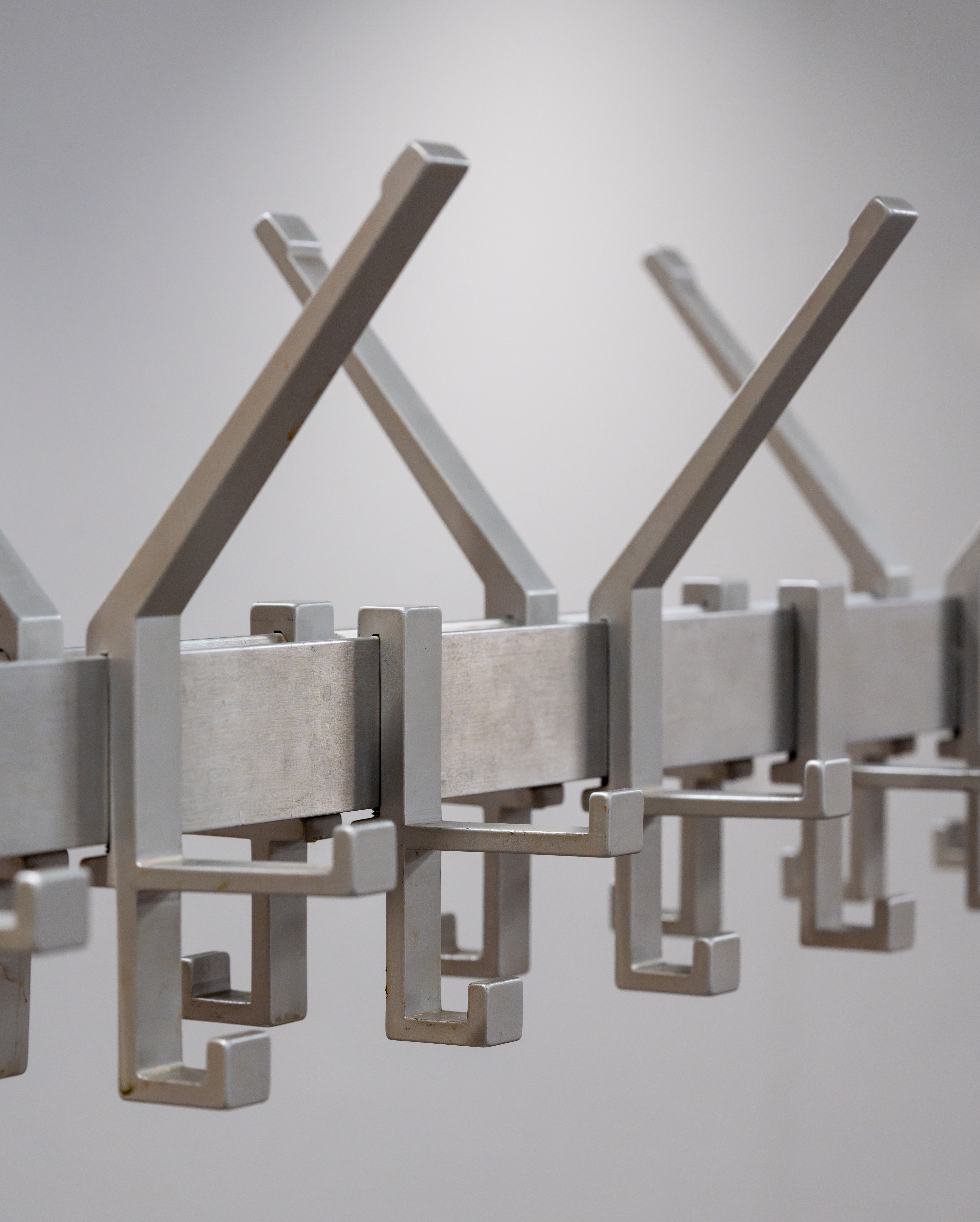
Kleiderhaken an einem beweglichen Garderobenständer, Heilbronn
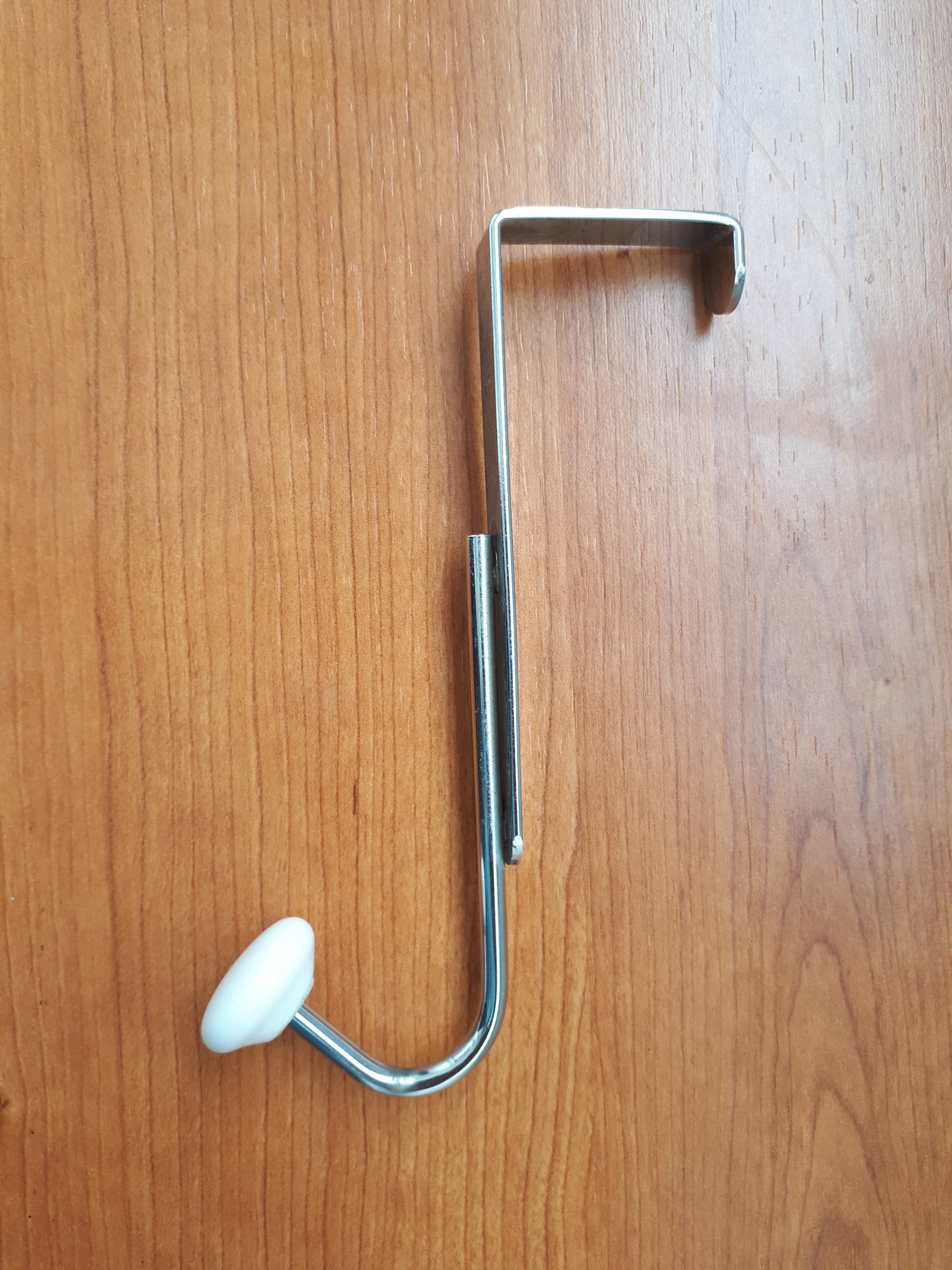
Einzelhaken zum Einhängen an der Zimmertür
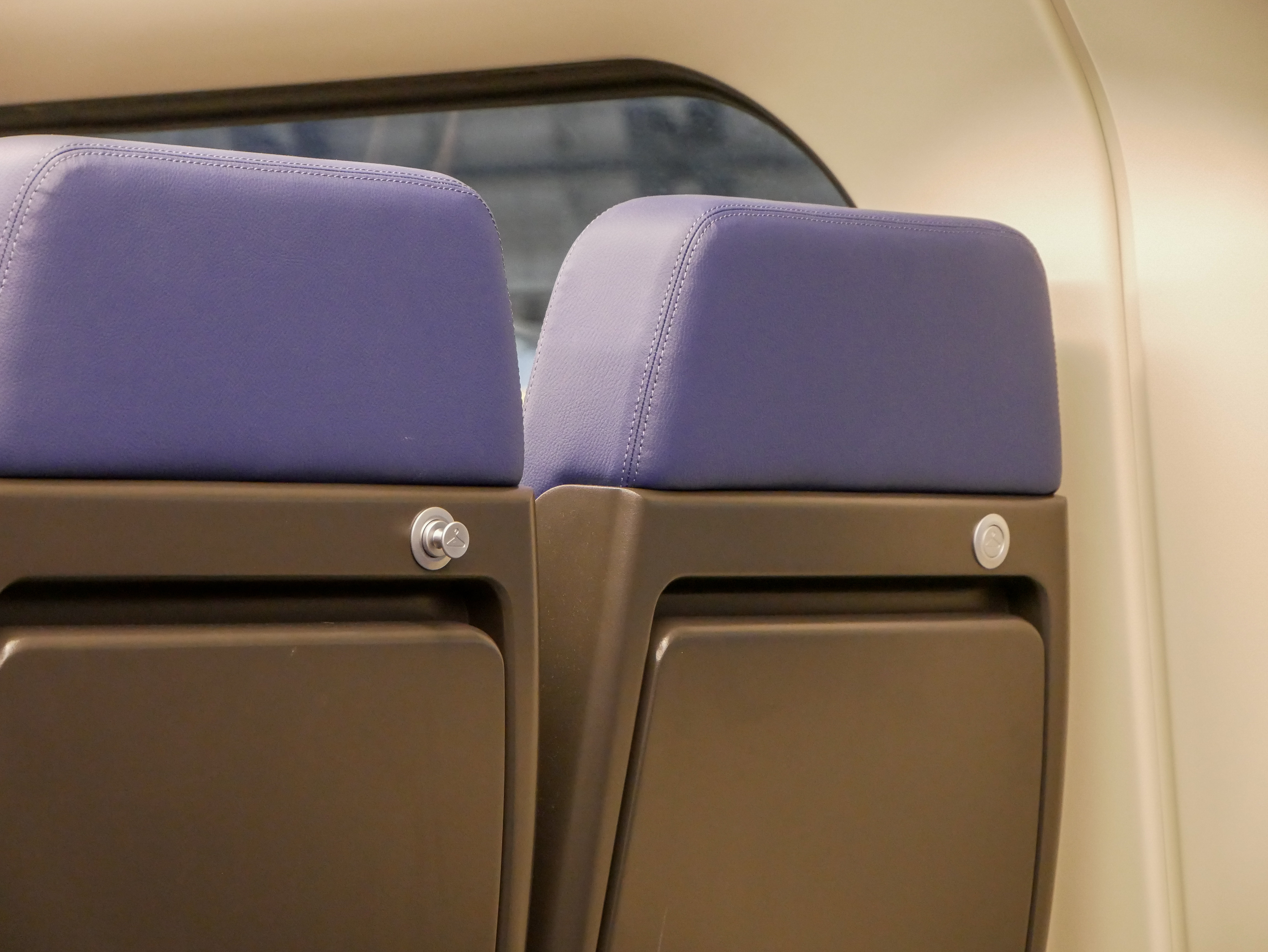
Versenkbare Einzelaufhänger in einem Großraumabteil im Zug